# 박사후연구원

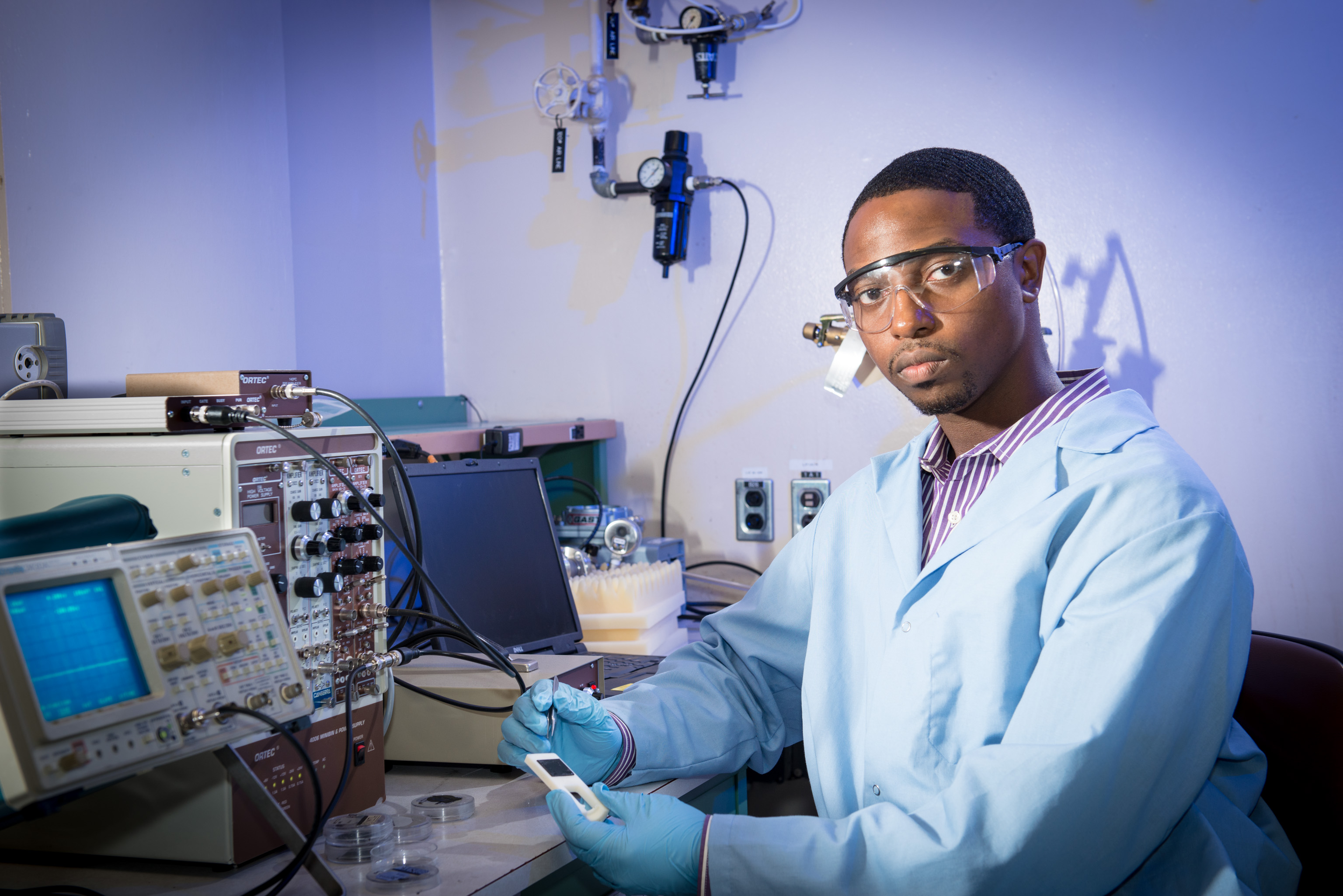

박사후연구원(postdoctoral researcher 또는 postdoc)은 대학교나 학술전문연구기관에서 박사 취득 후 특정한 연구를 수행하는 사람을 가리키는 말이다.
박사후연구원은 박사 과정을 마친 후 전문적으로 연구를 수행하는 사람이다. 박사후 연구원이 되는 것은 성공적인 경력을 쌓기 위한 전제조건으로 결정한다. 그러나 학계에 남고자 하는 열정과 자신감 때문에 오히려 먼 길을 돌아가야 할 수도 있다. 박사후 연구원이 되면 크게 세 가지 형태의 혜택을 받을 수 있다. 첫 번째는 연구 자금을 지원받기에 연구 확장에 쓸 수 있는 추가시간이 생길 수 있다. 두 번째는 연구 작업물을 더 많이 출판하여 박사과정에서 수행했던 연구를 지원하거나 확장할 수 있다. 세 번째는 네트워킹 및 협업 기회를 확대할 수 있다. 늘 그런 것은 아니지만 가장 일반적으로 박사후연구원은 임시 교수직 임명을 받고 때로는 학술 교수직을 준비한다. 미국 국립과학재단의 데이터에 따르면 종신직에 오른 생물학 박사 학위 소지자의 수는 지난 수십 년 동안 1970년대 50% 이상에서 현대 수준 20%로 지속적으로 감소했다. 이들은 연구를 계속하거나 연구를 수행하며 팀을 통합하고 새로운 기술과 연구 방법을 습득하는 등 전문 주제에 대한 전문성을 더욱 향상시킨다. 박사후 연구는 호스트 기관의 학문적 사명을 발전시키는 데 필수적인 것으로 간주되는 경우가 많다. 동료심사를 거친 학술지나 컨퍼런스에서 관련 출판물이 나올 것으로 기대된다. 일부 국가에서는 박사후 연구를 통해 추가적인 공식 자격이나 인증을 얻을 수 있지만 다른 국가에서는 그렇지 않다.
박사후 연구는 급여 약속이나 봉급 또는 후원 상 약속을 통해 자금을 조달할 수 있다. 그러한 연구직에 대한 임명을 박사후 연구원, 박사후 연구 조교로 부를 수 있다. 박사후 연구원은 일반적으로 수석 연구원의 감독하에 일한다. 많은 영어권 국가에서 박사후 연구원을 구어적으로 "postdocs"라고 부른다.

## 학계의 직업안정
일부 분야의 업무 특성과 다양한 분야의 박사 학위 졸업생 과잉 공급으로 인해 특정 국가의 일부 박사후 연구원은 학계에서 불확실한 미래에 직면해 있으며, 상당수가 자신이 선택한 연구 분야에서 종신직을 얻지 못하거나 탐내는 교수직을 얻지 못할 수 있다.
이 주제에 대한 연구는 2018년 버지니아 공대와 MIT가 공동으로 수행했다. 저자는 박사후 과정 연구원 중 약 17%만이 최종적으로 정년 트랙 직책을 맡는다는 사실을 발견했다. 1970년대에는 생명과학 박사 학위 소지자의 수가 50%였다. 해당 세대의 고용 시장이 어떻게 크게 다른지 설명한다.
그러나 2022년 기준으로 코로나19 팬데믹에 따른 노동 시장의 광범위한 변화로 인해 지원자 부족으로 인해 적어도 일부 분야의 박사후 연구원 자리가 채워지지 않고 있다.

## 같이 보기
- 대학원

1. ↑  아카데미, 이나고 (2021년 9월 14일). “박사 학위 취득 후에 어떡하지? – 박사후연구원 진로의 장단점”. 2024년 3월 21일에 확인함.